# Banco Nugan Hand
El Banco Nugan Hand fue un banco mercantil australiano que colapsó en 1980 en circunstancias sensacionales , en las que probablemente estuvo envuelta la CIA y el Crimen organizado.

## Marco histórico
Jonathan Kwitny, afirmó que el Banco Nugan Hand al Banco Castle y Trust Company de Nasáu, como banquero encubierto de la CIA. El banco, gerenciado por el Coronel Paul Helliwell, fue forzado a cerrar después de que el Servicio de Impuestos Internos de los Estados Unidos descubrió que el Banco Castle estaba lavando dinero CIA y de la droga.

## Fundación
Nugan Hand Ltd. fue fundado en Sídney en 1973 por el abogado australiano Frank Nugan (quien era un abogado de la Mafia en Griffith, Nueva Gales del Sur) y el ex Boina Verde Michael Jon Hand con experiencia en el tráfico de drogas asociado a la Guerra de Vietnam , la Operación Red Rock (después de lo cual comenzó a entrenar a las guerrillas Hmong en el norte de Laos bajo la égida de la CIA , una experiencia con fuertes lazos al tráfico de heroína del "Triángulo Dorado" .
Hand llegó a Australia en 1967 para trabajar bajo la cobertura de corretaje en propiedades cerca del magnate Rupert Murdoch
Se le achacan dos enfoques de negocios: Nugan tomó parte en los fraudes de impuestos y lavado de dinero, mientras que Hand administraba el dinero de la droga y sus ramificaciones internacionales. el Banco Nugan Hand atrajo a inversionistas con promesas de un 16% de interés en sus depósitos asegurándoles el anonimato , cuentas libres de impuestos, asistencia de especialistas en inversiones, además de otros servicios más subrepticios como lavado de dinero (cargando un 22% de interés). El Banco Nugan Hand rápidamente aumentó sus negocios y expandió sus oficinas desde una sola en Sídney a una ramificación global (registrada en las Islas Cayman) en Chiang Mai, Manila, Hawái, Ciudad del Cabo, Hong Kong, Taiwán, Islas Cayman y Washington D. C..
El Banco Nugan Hand ganó respetabilidad al reclutar a muchos militares retirados de los Estados Unidos y personal de inteligencia entre los cuales había varios directores de la CIA . Entre ellos estaba el Contraalmirante Earl "Buddy" Yates como Presidente del Banco y el ex -Director de la CIA William Colby como Consejero legal. El magnate camionero australiano Peter Abeles también estaba conectado con el banco. La aparición en Sídney en 1980 del cadáver del abogado australiano Frank Nugan en un automóvil Mercedes Benz de color dorado, con un rifle a un lado y una Biblia con un papel dentro en otro, fue el inicio de una de las más controvertidas investigaciones de Australia. La nota contenía los nombres de William Colby, exdirector de la Central de Inteligencia Americana (CIA) y el del congresista republicano Bob Wilson, quien en su experiencia contaba con 26 años como miembro del Subcomité de Inteligencia de la legislatura estadounidense. .

## Escándalo
Nugan era cofundador del Banco Mercantil Nugan Hand de Sídney, institución fundada mediante la firma fraudulenta de un cheque personal de Michael Hand, expiloto de "Air America," la aerolínea privada de la CIA usada para transportar provisiones para sus guerras secretas en Laos y Burma y de acuerdo a la revista "Working Class", transportaba opio fuera de la región del "triángulo de oro" en Indochina.
El subsecretario de Estado en el gobierno Bush (2001-2005) Richard Armitage era el encargado de lavar dicho dinero.
"Working Class" agrega que entre las actividades del banco Nugan Hand estaban:
1. desestabilizar el gobierno de Australia
2. lavado de dinero para el presidente Suharto de Indonesia.
3. tráfico de armas, nexos con el crimen organizado.
4. y asistir al Sha de Irán Mohammad Reza Pahlevi para sacar dinero de su país.

Información adicional del banco Nugan Hand apareció en el juicio de Edwin Wilson, exagente de la CIA e importante figura en Nugan Hand , asociado de Theodore Shackley . En 1983, Wilson fue acusado de conspirar para proveer 20 toneladas de explosivos plásticos C-4 a Libia y en noviembre de 1999, David Adler, abogado de Wilson y exoficial de la CIA en África, dijo al diario "Sunday Age" que, él había visto cajas enteras de documentos que vinculaban a la CIA con Nugan Hand
Preocupaciones acerca de los procedimientos contables del banco empezaron a circular a fines del 1970s por los inversionistas que asistían a las reuniones anuales donde eran amenazados para que no efectuaran preguntas acerca del banco. Estas preocupaciones se convirtieron en pánico en las primeras horas del 27 de enero de 1980 cuando Nugan (quien fue acusado de fraude de stock) fue encontrado muerto por un disparo de fusil calibre .30 en su Mercedes-Benz en las afueras de Lithgow, Nueva Gales del Sur. Se dijo que dentro de sus pertenencias encontradas junto al cadáver estaba una lista con préstamos hechos por el Nugan Hand a varios notables, dentro de los cuales estaban William Colby y Bob Wilson. La policía llegó a la conclusión de que se había suicidado. Las sospechas acerca de las actividades del Banco crecieron en los días siguientes cuando los contenidos del auto de Nugan se revisaron (incluyendo una tarjeta de crédito de William Colby) y noticias acerca de que la casa de Nugan y su oficina había sido saqueada por Hand y Yates e importantes archivos de la compañía se habían perdido o destruido.
El 11 de abril de 1980, un reportero de "Target", un pequeño diario de Hong Kong, reveló la existencia del banco Nugan Hand y poco después Michael Hand desapareció, sin dejar rastro. Los millones del banco se esfumaron también y algunos dicen que fueron trasladados al Medio Oriente. Otros afirman que fue usado para comprar la Presidencia para George W. Bush
La investigación oficial acerca de la muerte de Nugan en junio de 1980 hizo público que Hand afirmó Hand que Nugan Hand era insolvente, a no ser por $50 millones (y un centenar de millones de dólares), incluyendo los US$20,000 de la renta de sus cuarteles generales de Sídney. Prontamente huyó desde Australia bajo una identidad falsa a Fiyi en junio de 1980, después de destruir los registros remanentes de Nugan Hand . Hand no ha sido visto desde entonces. Es posible que como agente CIA, haya ingresado a Estados Unidos dándosele otra identidad.

## Colapso
Una Comisión real posterior que inquirió acerca de las actividades del Nugan Hand Group reveló lavado de dinero, tráfico de armas, tráfico de drogas, robo (incluyendo US$5 millones de personal militar basado en Arabia Saudí) y un fraude tributario de marca mayor que Nugan Hand había efectuado a través de toda su existencia. Un testigo, exdirector de Nugan Hand, afirmó que Hand había amenazado a los ejecutivos del banco: Si no hacen lo que les digo , y las cosas no se manejan apropiadamente, sus esposas serán cortadas en pedacitos y enviadas a ustedes en cajitas."
Una investigación australiana , la Joint Task Force on Drug Trafficking, había compilado un reporte acerca del Banco Nugan Hand en 1983. Se determinó a través de las declaraciones de Hand a la Royal Commission, que el Banco Nugan Hand había actuado como fachada CIA para financiar la Guerra en Laos . La rama Chiang Mai del Nugan Hand participó en la venta encubierta de un barco de ELINT a Irán y despachos de armas a Angola

## Especulaciones
Ha sido materia de largo debate la relación del Banco Nugan Hand con la renuncia del primer ministro de Australia Gough Whitlam., Se comprobó que el banco transfirió US$2.4 millones al Partido Liberal de Australia el cual forzó dos elecciones en 1974 y 1975, para sacar al Gobierno Laborista de Whitlam .
Las especulaciones continuas de que Nugan había falseado su propia muerte llevó al Gobierno a pedir la exhumación del cuerpo de Nugan en febrero de 1981 (el cuerpo era el de Nugan.
Nadie conectado con Nugan Hand fue convicto por crímenes y el Almirante Yates y otros oficiales norteamericanos acusados de crímenes por dicho caso no fueron habidos para testificar por dicho caso.